# Sound system

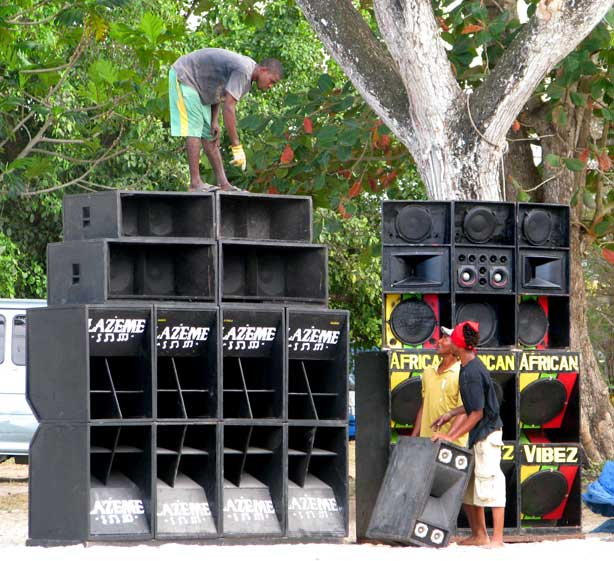
Högtalare monteras inför nattens utomhusdiskotek.

Sound system är ett begrepp som ursprungligen användes på Jamaica, för att beteckna danskvällar som anordnades utomhus, på något lämpligt ställe i innerstaden, genom att stora mobila högtalaranläggningar som kördes ut av ett par "selectors" (jamaicanska discjockeys) med lastbil. 
Sound system-kulturen i Jamaica var p.g.a. att människor inte haft råd med en radio, och än mindre med skivspelare, en av grunderna för musiklivet i landet sedan början av 1950-talet och långt in på 1970-talet. Fenomenet tog riktig fart på 1960-talet då den inhemska ska-musiken introducerades. Två hårt konkurrerande sound system-ägare dominerade i Jamaicas huvudstad Kingston från mitten av 1950-talet till mitten av 1960-talet: Clement "Sir Coxsone" Dodd och hans ärkerival Duke Reid, som var knuten till skivbolaget Trojan Records.
Fenomenet sound systems födde en annan innovation: toasting, eller den jamaicanska betydelsen av begreppet discjockey (som brukar kallas deejaying för att precisera att det handlar om snabbrimmande mikrofonartister). Så länge de bara spelade skivor för publiken var de selectors. Men när de själva – till instrumentalversionerna på singlarnas B-sidor –  började uppträda som till hälften sjungande, till hälften talande underhållare var en ny konstform född. Grunden lades av toasters som King Stitt, Sir Lord Comic och Duke Machuki, men det var inte förrän  U-Roy, som ingick i King Tubbys HiFi sound system uppmuntrades av sin arbetsgivare att spela in sina toastversioner som man upptäckte att konceptet var mycket gångbart. Skivorna sålde mycket bra. Många förstod inte den kompetens som krävdes av en toaster, men gensvaret hos den jamaicanska publiken var stort. I U-Roys fotspår följde rtister som Dennis Alcapone, I-Roy, Big Youth och Jah Stitch följde alla i U-Roy kölvatten, och i slutet av 1970-talet kom de första US-amerikanska rapparna.
Begreppet sound system har under senare år internationaliserats och bl.a. kommit att användas om grupper av DJ:s som anordnar fester, klubbar och spelningar. 
Ett traditionellt sound system består av en ljudanläggning, tekniker som sköter anläggningen, selectors som spelar skivor och deejays eller MC:s, som toastar och peppar publiken.